# Galvanotehnika
Galvanotehnika je skup elektrokemijskih postupaka za nanošenje metalnog sloja na površinu nekog predmeta, najčešće uz istodobno elektrolitsko otapanje metala na anodi i njegovo taloženje na katodi. Razlikuju se dva osnovna galvanotehnička postupka: elektroplatiranje i elektrooblikovanje (elektroformiranje). Elektroplatiranje ili galvanostegija je nanošenje tankog sloja nekog metala na površinu predmeta izrađenog od drugog metala radi zaštite, uljepšavanja ili postizanja određenih površinskih svojstava. Elektrooblikovanje, elektroformiranje ili galvanoplastika nanošenje je metala na električki vodljiv model radi proizvodnje složenih konstrukcijskih dijelova, kalupa, matrica i slično. Anoda, najčešće građena od iste kovine, također je uronjena u kupku i spojena na pozitivan pol izvora. Zatvaranjem kruga istosmjerne struje zbivaju se elektrolitičke reakcije: na anodi kovina otpušta elektrone (anodno otapanje) i u obliku pozitivnih iona (kationa) prelazi u otopinu te putuje do katode, gdje prima elektrone i na njoj se izlučuje (katodno taloženje). Ako se postupak provodi s netopljivom anodom, istaloženi se kationi nadoknađuju dodavanjem elektrolita. Elektropoliranje je također poznato kao elektrokemijsko poliranje ili elektrolitsko poliranje (pogotovo u metalografijskom polju). To je elektrokemijski proces koji uklanja materijal od metalnog izratka.
Za rezultat galvaniziranja u elektroplatiranju i elektrooblikovanju bitan proces je katodno taloženje. Da bi se ono moglo neprestano odvijati, među ostalim, mora se održavati i koncentracija elektrolita u kupki. Najčešće se to postiže istovremenim otapanjem anode građene od metala kojim se galvanizira (anodnim otapanjem). No, kad se iz nekog razloga upotrebljavaju anode koje se ne otapaju, otopini se povremeno ili još bolje stalno dodaje elektrolit. Te dvije metode održavanja koncentracije elektrolita u kupki u galvanotehnici penekad se i nadopunjuju.

## Način rada
Uređaj za provedbu galvanotehničkih postupaka sastoji se od kupke s uronjenim elektrodama (anodom i katodom), koje su spojene s vanjskim izvorom galvanske struje (istosmjerna električna struja stalne jakosti). Kupku čini otopina elektrolita, to jest otopina soli onog metala koji se želi istaložiti na katodi. Od tog su metala najčešće građene i anode, a kao katode stavljaju se predmeti na koje se metal treba nataložiti. Predmeti mogu biti od nekoga drugog metala ili od drugih materijala (plastika, vosak, gips) kojima se površina učini vodljivom nanošenjem električki vodljivog laka ili redukcijom metalnih soli. Zatvaranjem kruga istosmjerne struje zbivaju se elektrokemijske reakcije: na anodi metal otpušta elektrone (anodno otapanje) i u obliku pozitivnih iona (kationa) prelazi u otopinu svoje soli (elektrolitska disocijacija). Kation putuje kroz otopinu do katode, gdje prima elektrone i izlučuje se iz otopine (katodno taloženje). Može se raditi i s anodom koja se ne otapa, ali tada istaložene katione treba nadoknađivati dodavanjem elektrolita u kupku. Temperatura kupke obično je oko 80 °C, gustoća struje 1 do 10 A/dm2, a napon 1 do 15 V. Debljina je slojeva istaloženih elektroplatiranjem 1 do 50 μm, a elektrooblikovanjem 5 do 10 mm.
Kako se na galvanotehnici zasniva i elektrolitičko dobivanje i rafinacija metala, galvanotehnika se katkad promatra i kao grana elektrometalurgije. Međutim, galvanotehnički se procesi razlikuju od elektrometalurških time što iscrpak i čistoća slojeva nisu najvažniji u galvanizaciji, već se pritom postavlja niz teže zadovoljivih zahtjeva. Gotovo uvijek galvanski slojevi moraju biti fine, sitnozrnaste strukture, homogeni i čvrsti, moraju se lako polirati, biti jednolične debljine i, pri elektroplatiranju, dobro prianjati na podlogu. Za to su osobito mjerodavni procesi kristalizacije za vrijeme galvaniziranja. Međusobno djelovanje tih i elektrokemijskih procesa katodnoga taloženja pri galvaniziranju toliko je isprepleteno da se oni ne mogu promatrati odvojeno jedni od drugih. Zbog toga se za katodno taloženje galvanskih slojeva u suvremenoj tehnologiji sve više upotrebljava naziv elektrokristalizacija. Da bi se procesi elektrokristalizacije mogli odvijati tako da im rezultat budu galvanski slojevi tražene kakvoće, među ostalim je potrebno da se podloga prije galvaniziranja nalazi u prikladnu fizikalno-kemijskom stanju: da joj je površina dovoljno glatka, to jest da je bez ogrebotina, pukotina i rupa te da je dovoljno čista kako bi se mogao uspostaviti prikladan kontakt između nje i kupke. Obično je pri galvaniziranju potrebno površinu izradaka tek dovesti u takvo stanje. Također je za postizanje potrebne kakvoće galvaniziranih proizvoda obično nužna i doradba. Zbog toga galvaniziranje u širem smislu obuhvaća i niz operacija predobradbe i naknadne obradbe.

## Primjena
S gledišta industrijske prakse najčešće se elektroplatira kositrom (bijeli lim za limenke u konzerviranju hrane; kositrenje), cinkom (zaštita željeza i čelika od korozije; cinčanje), kromom (dekoracija, zaštita, tvrdoća površine; kromiranje), bakrom (povećanje električne i toplinske vodljivosti, zaštita; bakrenje), niklom (zaštita, dekoracija; niklanje) i plemenitim metalima (pozlata). Uz aparate za napajanje strujom i izvođenje temeljnih operacija, i najjednostavnija postrojenja za elektroplatiranje moraju imati još i filtre za čišćenje otopina, uređaje za sušenje (koji mogu biti vrlo različiti, od običnih za sušenje mlazom komprimiranog zraka, do velikih peći), tankove za otapanje neispravnih galvanskih slojeva s izradaka, tankove za rekuperaciju otpadnih voda koje se još mogu iskoristiti, prenosive crpke za prijenos otopina i, ako je potrebno, najmanje jedan spremnik za prihvat kupke za galvaniziranje.

## Elektrooblikovanje, elektroformiranje ili galvanoplastika
Elektrooblikovanje se može podijeliti na proizvodnju konstrukcijskih dijelova (na primjer cijevi, folija, limova) i na pojedinačno dobivanje alata za oblikovanje, na primjer kalupa, kalibara, matrica, patrica i drugih dijelova za preradbu polimernih materijala, negativa, pozitiva, matrica i patrica za proizvodnju gramofonskih ploča i proizvodnju mjernih naprava za ispitivanje drugih proizvoda. Danas se najviše elektroformira niklom, osobito radi dobivanja proizvoda s vrlo tvrdom površinom (trostruko tvrđom od površine masivnoga nikla) i drugim povoljnim mehaničkim svojstvima (bliskim mehaničkim svojstvima čelika), a vrlo otpornih prema koroziji. Bakrom se elektroformira najviše radi dekoracije, a u tehnici uglavnom radi dobivanja proizvoda s visokom vodljivošću i drugim svojstvima važnima za elektrotehniku. Za neke specijalne namjene elektroformira se i drugim metalima (na primjer srebrom, kromom, željezom). Opći postupak pri elektrooblikovanju obuhvaća izradbu modela, nanošenje vodljivih, odnosno razdvojnih slojeva, mehaničku pripremu, galvaniziranje, pojačavanje galvanskih slojeva, mehaničku obradbu prije odvajanja, odvajanje proizvoda i naknadnu obradbu.
Da bi se dobila dovoljno vjerna reprodukcija nekoga tijela, model za elektrooblikovanje mora biti dovoljno točno izrađen, a promjene njegova oblika ne smiju prekoračiti granice određene tolerancijama, pa mora biti dovoljno postojan u uvjetima procesa. Za to je najvažnije da materijal modela ima malen koeficijent toplinskog istezanja, da je dovoljno čvrst kako bi odolio unutrašnjim naprezanjima galvanskih slojeva i dovoljno otporan prema koroziji u kupkama. Elektrooblikovanje je često najprikladniji postupak za dobivanje vrlo tankih limova i metalnih folija. Od tih proizvoda najvažniji su bakreni limovi za elektrotehniku, osobito za tiskane spojeve. Takvi se limovi izrađuju komadno, na plosnatim ili cilindričnim modelima ili u neprekidnoj traci, pri čemu za modele služe rotirajući bubnjevi.

## Postupci anodizacije
Osim elektroplatiranja i elektrooblikovanja, u područje galvanotehnike ubrajaju se gdjekad i postupci u kojima se procesi bitni za proizvod odvijaju na anodi, a procesi na katodi samo su nužno prateći. Pritom se ne radi o anodnom otapanju, već o stvaranju filma specijalnih svojstava (prvenstveno kemijski otpornoga, često i s poroznošću prikladnom za apsorpciju naliča, bojila i tako dalje) od spojeva (većinom oksida, soli) metala anode, koja je u tom slučaju izradak, na njezinoj površini. Iako manje brojni, ti takozvani postupci anodizacije vrlo su značajni za suvremenu zaštitu od korozije.

## Elektropoliranje
Elektropoliranje je također poznato kao elektrokemijsko poliranje ili elektrolitsko poliranje (pogotovo u metalografijskom polju). To je elektrokemijski proces koji uklanja materijal od metalnog izratka.

## Vanjske poveznice
- Galvanotehnika Hrvatska tehnička enciklopedija, portal hrvatske tehničke baštine. LZMK

- Tehnički leksikon, Leksikografski zavod Miroslav Krleža; glavni urednik: Zvonimir Jakobović. Tiskanje dovršeno 21. prosinca 2007.g., nacionalne i sveučilišne knjižnice u Zagrebu pod brojem 653717. ISBN 978-953-268-004-1, str. 247.
- http://en.wikipedia.org/wiki/Electroforming (galvanoplastika)
- http://en.wikipedia.org/wiki/Electroplating (elektroplatiniranje)
- http://en.wikipedia.org/wiki/Electropolishing (elektropoliranje)